# چیویتاامپومارانو
چیویتاامپومارانو (به ایتالیایی: Civitacampomarano) یک کومونه در ایتالیا است که در استان کامپوباسو واقع شده‌است.

## خصوصیات
چیویتاامپومارانو ۳۸٫۶ کیلومترمربع مساحت و ۶۳۸ نفر جمعیت دارد.